# Peterborough Sports FC
Peterborough Sports FC (celým názvem: Peterborough Sports Football Club) je anglický fotbalový klub, který sídlí ve městě Peterborough v nemetropolitním hrabství Cambridgeshire. Založen byl v roce 1919 pod názvem Brotherhoods Engineering Works FC. Od sezóny 2018/19 hraje v Southern Football League Division One Central (8. nejvyšší soutěž). Klubové barvy jsou modrá a bílá.
Své domácí zápasy odehrává na stadionu Lincoln Road.

## Historické názvy
Zdroj: 
- 1919 – Brotherhoods Engineering Works FC (Brotherhoods Engineering Works Football Club)
- 1999 – Bearings Direct FC (Bearings Direct Football Club)
- 2001 – Peterborough Sports FC (Peterborough Sports Football Club)

## Úspěchy v domácích pohárech
Zdroj: 
- FA Cup
  - 1. předkolo: 2015/16, 2016/17, 2017/18
- FA Trophy
  - Preliminary Round: 2017/18
- FA Vase
  - 4. kolo: 2016/17

## Umístění v jednotlivých sezonách
Stručný přehled
Zdroj: 
- 1919–1923: Northants League (Division One)
- 1923–1926: Peterborough & District League (Division Three)
- 1926–1932: Peterborough & District League (Division Two)
- 1933–1937: Peterborough & District League (Division Three North)
- 1937–1939: Peterborough & District League (Division Two)
- 1945–1949: Peterborough & District League (Division One)
- 1949–1952: Peterborough & District League (Division Two)
- 1952–1953: Peterborough & District League (Division One)
- 1953–1964: Peterborough & District League (Division Two)
- 1964–1965: Peterborough & District League (Division Three South)
- 1965–1974: Peterborough & District League (Division Two)
- 1974–1976: Peterborough & District League (Division Three South)
- 1976–1980: Peterborough & District League (Division Two)
- 1980–1981: Peterborough & District League (Division Three)
- 1981–1983: Peterborough & District League (Division Two)
- 1983–1988: Peterborough & District League (Division One)
- 1988–1993: Peterborough & District League (Premier Division)
- 1993–1995: Peterborough & District League (Division One)
- 1995–2013: Peterborough & District League (Premier Division)
- 2013–2016: United Counties League (Division One)
- 2016–2017: United Counties League (Premier Division)
- 2017–2018: Northern Premier League (Division One South)
- 2018– : Southern Football League (Division One Central)

Jednotlivé ročníky
Zdroj: 
Legenda: Z - zápasy, V - výhry, R - remízy, P - porážky, VG - vstřelené góly, OG - obdržené góly, +/- - rozdíl skóre, B - body, červené podbarvení - sestup, zelené podbarvení - postup, fialové podbarvení - reorganizace, změna skupiny či soutěže
| Anglie (2013 – ) |                                                 |        |    |    |    |    |     |    |      |     |        |
| Sezóny           | Liga                                            | Úroveň | Z  | V  | R  | P  | VG  | OG | +/-  | B   | Pozice |
| 2013/14          | United Counties League (Division One)           | 10     | 42 | 11 | 11 | 20 | 82  | 82 | 0    | 44  | 16.    |
| 2014/15          | United Counties League (Division One)           | 10     | 38 | 25 | 3  | 10 | 91  | 38 | +53  | 78  | 5.     |
| 2015/16          | United Counties League (Division One)           | 10     | 36 | 33 | 0  | 3  | 140 | 24 | +116 | 99  | 1.     |
| 2016/17          | United Counties League (Premier Division)       | 9      | 42 | 36 | 4  | 2  | 150 | 34 | +116 | 112 | 1.     |
| 2017/18          | Northern Premier League (Division One South)    | 8      | 42 | 15 | 6  | 21 | 70  | 78 | -8   | 51  | 12.    |
| 2018/19          | Southern Football League (Division One Central) | 8      | 38 |    |    |    |     |    |      |     |        |